# SCG

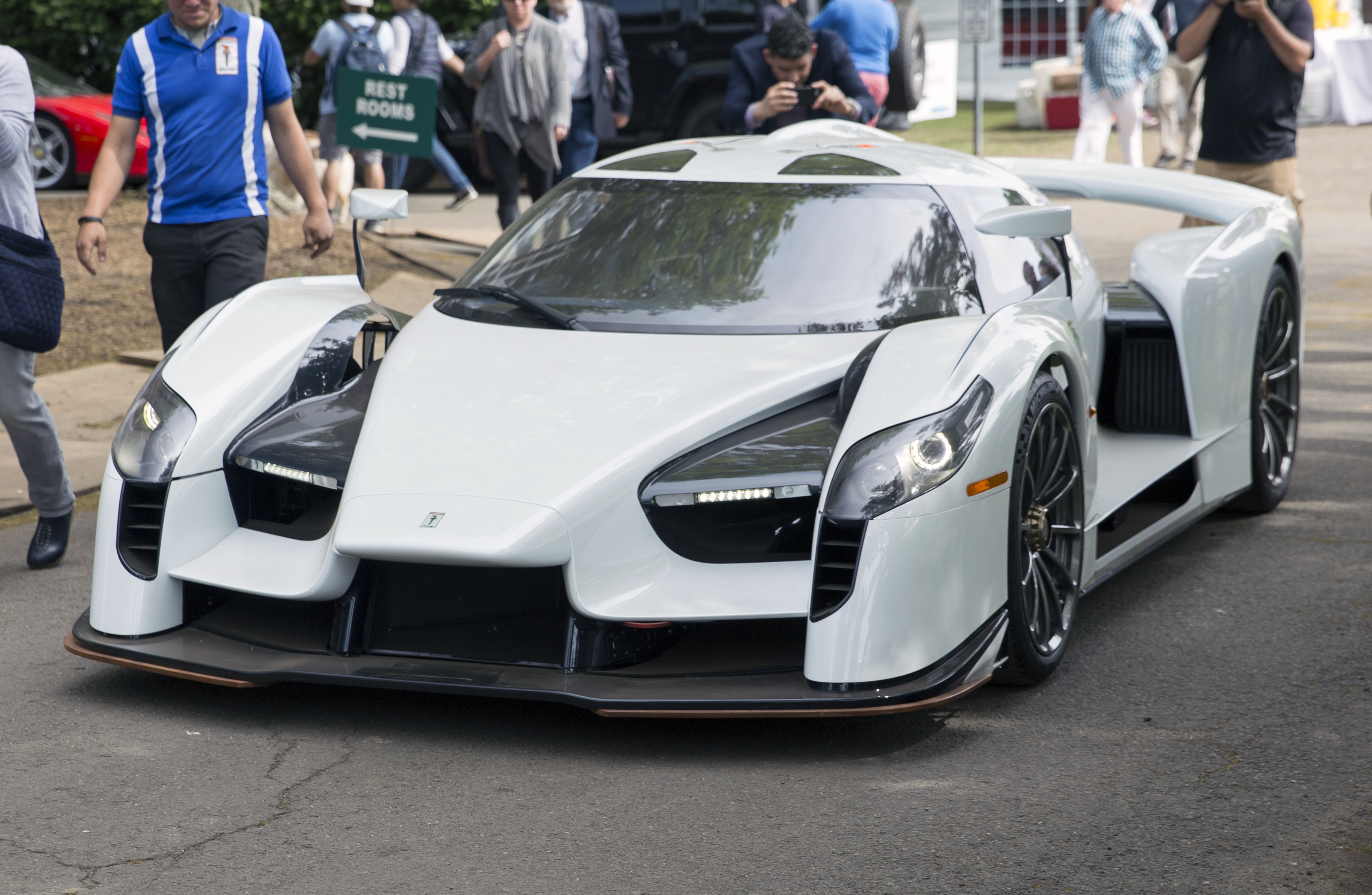
SCG 003S

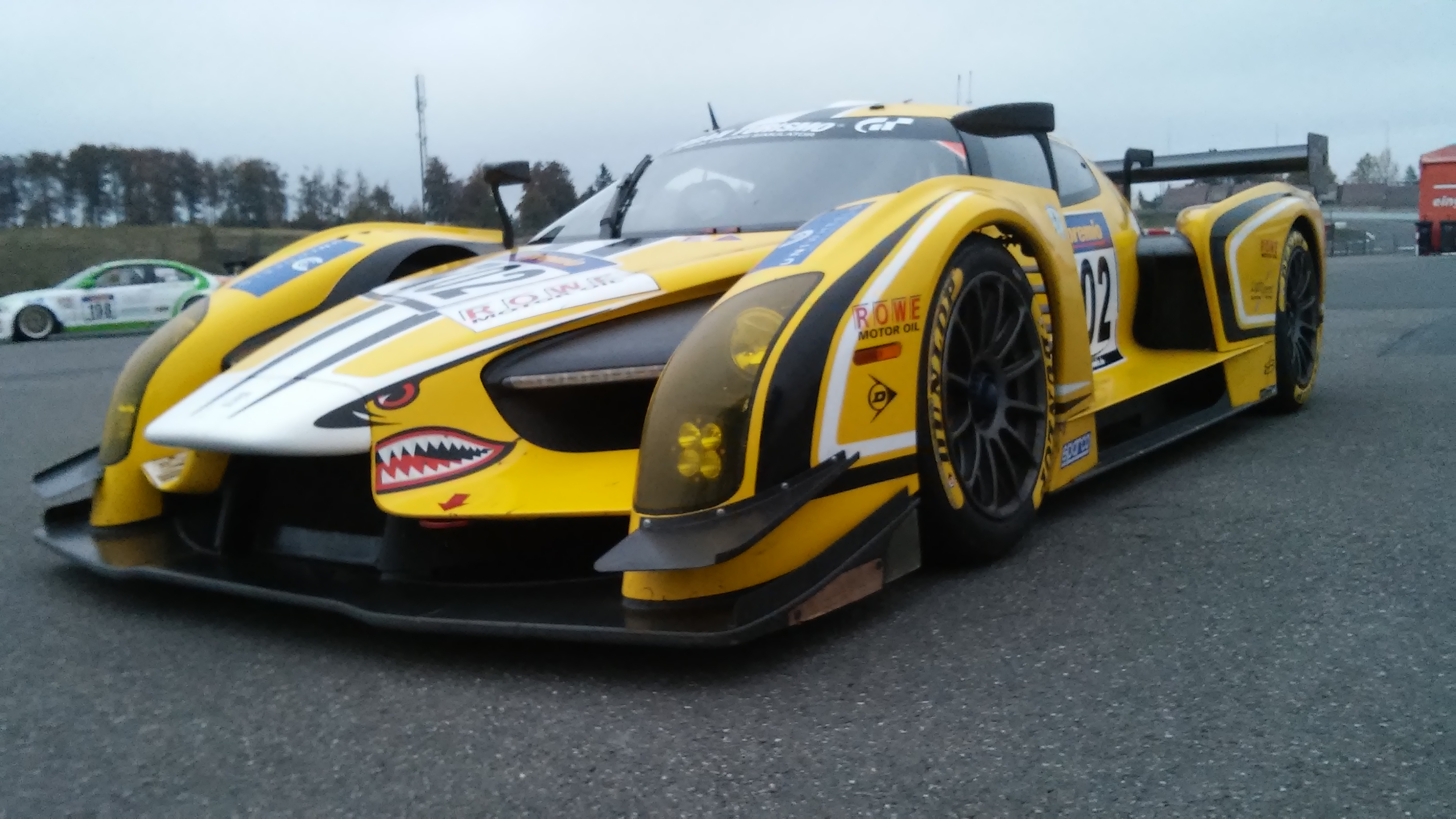
SCG 003

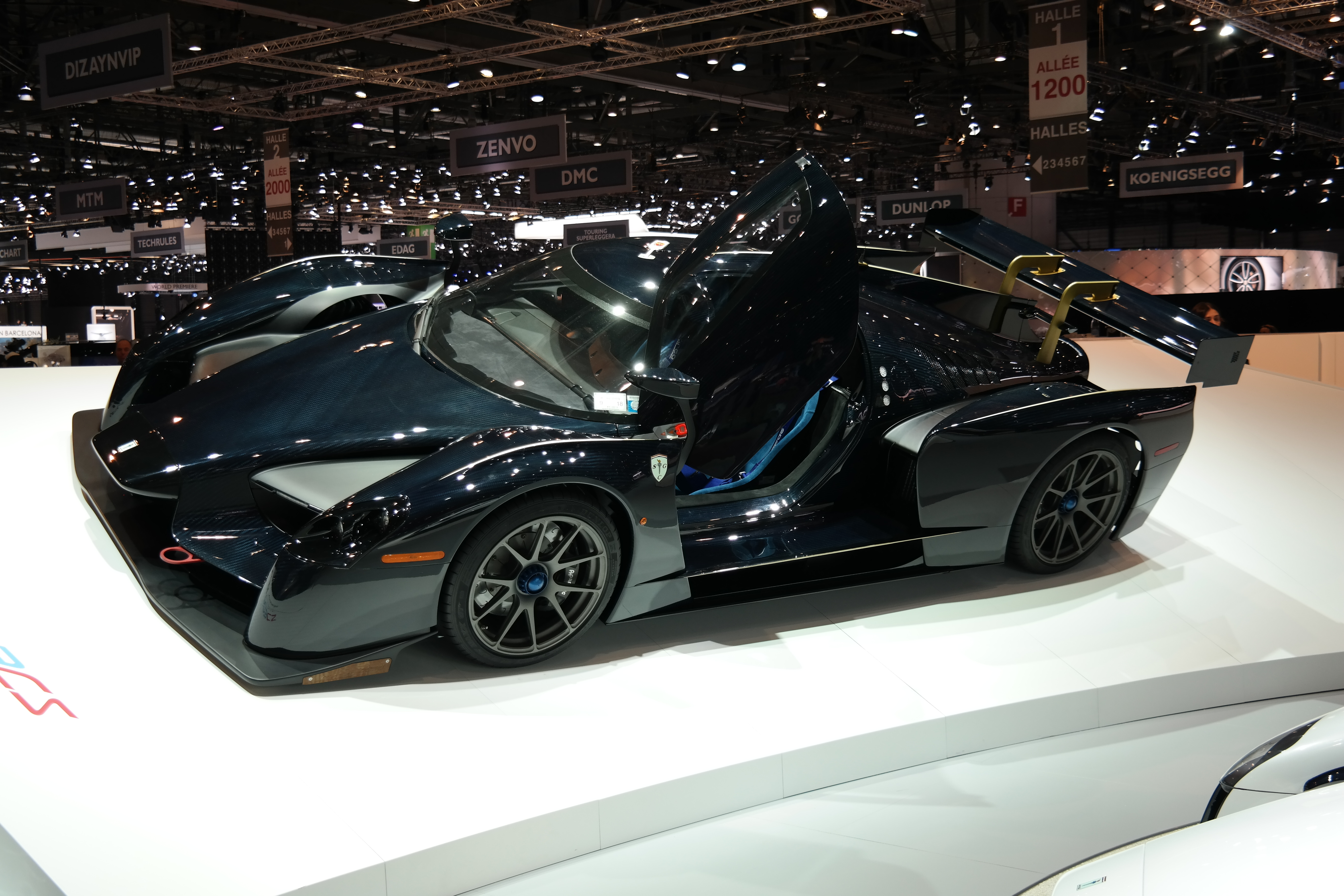
SCG 003CS

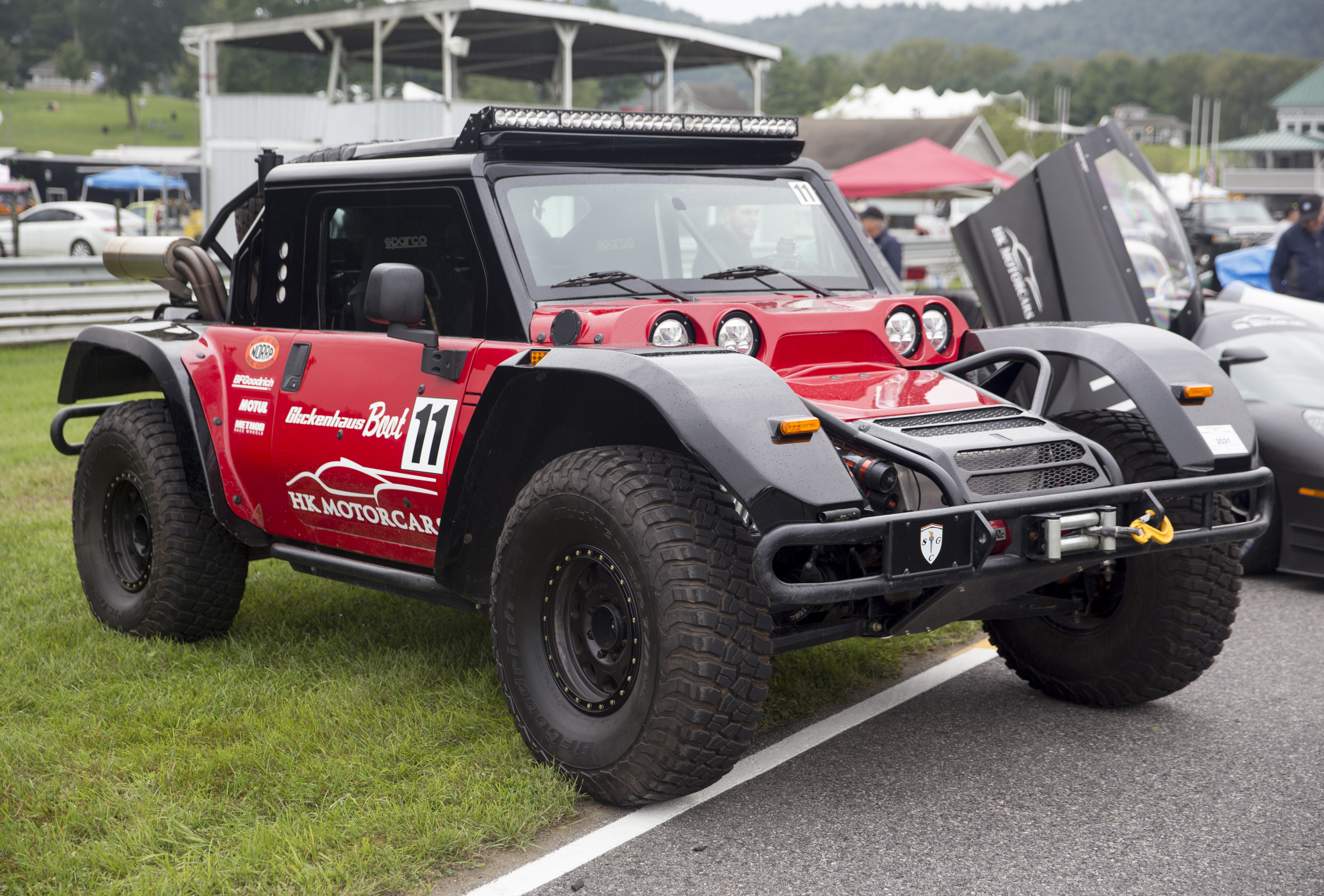
SCG Boot

Scuderia Cameron Glickenhaus – amerykański producent samochodów wyścigowych, sportowych i terenowych z siedzibą w Nowym Jorku działający od 2004 roku.

## Historia
Przedsiębiorstwo SCG, którego nazwa pochodzi od skrótu Scuderia Cameron Glickenhaus, założone zostało w 2004 roku w amerykańskim Nowym Jorku przez producenta filmowego i przedsiębiorce, Jamesa Glickenhausa. Za cel obrano rozwój limitowanych, małoseryjnych, wyczynowych samochodów wyścigowych przeznaczonych do brania udziału w wyścigach Nürburgring 24 Hours. W pierwszych latach profesjonalny zespół zajmował się startami w zawodach za pomocą modyfikowanych konstrukcji Ferrari. 
W 2010 roku zbudowane w jednej sztuce na specjalne zamówienie Ferrari P4/5 posłużyło jako punkt odniesienia do prac nad pierwszą autorską konstrukcją SCG, której wstępną specyfikację i koncepcję przedstawiono we wrześniu 2012 roku. Przedprodukcyjne prototypy wkroczyły w finalną fazę testów w grudniu 2014 roku, by ostatecznie zadebiutować w lutym 2015 roku jako pojazd wyścigowy SCG 003 oraz drogowy hipersamochód SCG 003S.
W celu produkcji obu z pojazdów zawarto współpracę z włoskim studiem projektowym i producentem samochodów sportowych MAT, który użyczył swoich linii produkcyjnych w Turynie. W 2017 roku przedstawiono plan uruchomienia produkcji kolejnego cywilnego samochodu o nazwie 004S, który ostatecznie trafił do produkcji w 2020 roku. W tym samym roku do zawodów wyprodukowano wariant wyścigowy, SCG 004.
Pod koniec 2020 roku SCG przedstawiło swój pierwszy samochód o zupełnie innej koncepcji w postaci masywnego, drogowo-wyczynowego samochodu terenowego SCG Boot. W 2021 roku przedstawiono z kolei kolejny pojazd wyścigowy o nazwie SCG 007 w kategorii wyścigowej Le Mans Hypercar, podczas którego premiery zapowiedziano, że zbudowany zostanie także seryjny wariant o nazwie SCG 007S.

## Modele samochodów

### Obecnie produkowane

#### Supersamochody
- 004S

#### Samochody terenowe
- Boot

### Historyczne
- 003S (2017)

### Wyścigowe
- SCG 003 (2015)
- SCG 004 (2020)
- SCG 007 (2021)